# Syagrus yungasensis
Syagrus yungasensis är en enhjärtbladig växtart som beskrevs av M.Moraes. Syagrus yungasensis ingår i släktet Syagrus och familjen Arecaceae.
Artens utbredningsområde är Bolivia. Inga underarter finns listade i Catalogue of Life.